# Eptafluoruro di renio
L'eptafluoruro di renio è un composto di formula ReF7.
Ha una struttura bipiramidale pentagonale distorta. È l'unico eptafluoruro di metallo di transizione conosciuto.
La riduzione a 300 °C con renio metallico forma l'esafluoruro.